# 스컬스
《스컬스》(영어: The Skulls)는 2000년 공개된 미국의 스릴러 영화이다. 롭 코언이 연출하고, 조슈아 잭슨, 폴 워커, 레슬리 비브 등이 출연하였다. 예일 대학교의 해골단을 둘러싼 음모론을 소재로 삼았다.

## 줄거리
고아 출신이지만 장학금을 받고 대학교에 다니며 조정팀 주장인 루크는 어느 날 비밀 결사 단체인 "더 스컬스"에 초대를 받는다. 케일럽과 함께 신고식을 무사히 통과한 루크는 의식을 치르는 방에서 회원들은 전쟁에서 자신을 증명해야 한다는 교육을 받는다. 현재 스컬스 회장은 연방 법원 판사이며 케일럽의 아버지인 리튼이다. 한편 루크의 절친인 조정팀 조타수 윌은 루크가 스컬스에 들어가면서 사이가 갈라진다.
윌은 스컬스에 대해 조사하다가 의식의 방을 발견하고, 이를 케일럽에게 들킨다. 윌이 케일럽에게 맞아 의식을 잃자 리튼은 교무처장 마틴에게 윌의 목을 부러트리게 한다. 윌은 기숙사 본인 방에서 목을 매달아 자살한 것으로 위장된다.
슬픔에 잠긴 루크는 스컬스의 보안 테이프를 구해 경찰에 제출하지만 스패로 형사가 테이프를 바꿔치기한다. 스컬스 위원회는 투표로 루크를 제명하고, 루크는 정신 병원에 갇히는데...

## 출연
- 조슈아 잭슨 - 루커스 존 "루크" 맥너마라 역
- 폴 워커 - 케일럽 맨드레이크 역
- 힐 하퍼 - 윌 벡퍼드 역
- 레슬리 비브 - 클로이 휫필드 역
- 크리스토퍼 맥도널드 - 마틴 롬바드 역
- 스티브 해리스 - 스패로 형사 역
- 윌리엄 피터슨 - 에임스 레브릿 상원 의원
- 크레이그 T. 넬슨 - 리튼 맨드레이크 판사 역
- 노아 댄비 - 휴 모버슨 역

## 우리말 녹음
KBS 성우진 (2002년 4월 13일)
- 이원준 - 루크 맥너마라(조슈아 잭슨)
- 김승준 - 케일럽 맨드레이크(폴 워커)
- 김소형 - 윌 벡퍼드(힐 하퍼)
- 배정미 - 클로이 휫필드(레슬리 비브)
- 윤병화 - 마틴 롬바드(크리스토퍼 맥도널드)
- 유해무 - 스패로 형사(스티브 해리스)
- 유강진 - 리튼 맨드레이크(크레이그 T. 넬슨)
- 김태웅 - 루퍼트(나이절 베넷)
- 김민석 - 스컬스 선배
- 이호인 - 에임스 레브릿 상원 의원(윌리엄 피터슨)
- 손선근
- 전인배
- 전유정
- 신소윤
- 양석정